# My Way or the Highway to Heaven
My Way or the Highway to Heaven, titulado Mi camino o el camino al cielo en Hispanoamérica y A mi manera o autopista al cielo en España, es el tercer episodio de la trigésima temporada de la serie de televisión animada Los Simpson, y el episodio 642 de la serie en general. Se emitió en los Estados Unidos en Fox el 14 de octubre de 2018.

## Argumento
Dios y San Pedro discuten lo que debería permitir a un alma entrar en el Cielo. En una clase de la escuela dominical de Springfield, varios ciudadanos cuentan historias espirituales. Ned Flanders recuerda cómo fue una vez un joven vendedor de trampolín de puerta a puerta, hasta que la descarga estática de su producto casi lo mata a él y a un joven Homero. Cultivó su característico bigote para cubrir la cicatriz, y se convirtió al cristianismo. Marge cuenta cómo su bisabuela atea vivió en la Francia ocupada durante la Segunda Guerra Mundial, y con su marido (Moe), rescató a algunos paracaidistas americanos (Abe, Barney, Carl, Lenny y Sideshow Mel). Lisa cuenta la historia de Siddhārtha Gautama, fundador de Budismo. Dios está de acuerdo en que a todas las almas justas se les debe permitir entrar al Cielo, incluyendo a un impactado Sr. Burns (Smithers's más uno).

## Recepción
Dennis Perkins de The A.V. Club' dio al episodio una B- declarando, "El episodio toma la forma de una especie de Treehouse Of Horror basada en la religión, con tres historias (contadas por Ned, Marge y Lisa, respectivamente) que ponen a prueba los nuevos criterios por los cuales Dios escogerá a quien merece pasar el tiempo para toda la eternidad en el paraíso tradicionalmente nublado y arpófilo de la serie. Escrito por Dan Castellaneta y Deb Lacusta, junto con el primer escritor de "Simpsons", Vince Waldron, el resultado es una apuesta decididamente baja que, sin embargo, no está exenta de encantos".
Tony Sokol de Den of Geek dio el episodio 3.5 de un ranking de 5 puntos que dice, "Los Simpson no pueden predicar contra la evolución, pero han evolucionado desde el tipo de espectáculo que era de risa estruendosa hasta evocarnos para que digamos, oh, inteligente. La serie siempre será un poco intelectual, ya que es una batalla constante entre la sabiduría desinteresada de Marge y Lisa y la caótica bufonería de Bart y Homero. Por cierto, ¿dónde estaban Bart y Homer? ¿Tenemos una historia de Ned en lugar de un miembro de la familia? ¿Podría ser que no importaría lo que trajeran como ofrenda que enviara a todo el pueblo de Springfield directamente al infierno? "My Way or the Highway to Heaven" debería haber dejado que el chico y su Homero ofrecieran su propia alternativa oscura. El episodio es demasiado brillante."
"My Way or the Highway to Heaven" obtuvo una puntuación de 1,0 con una participación de 5 y fue visto por 2,52 millones de personas, lo que convierte a "The Simpsons" en el programa mejor valorado de la noche por Fox.